# Pius N'Diefi
Pius Sielenu N'Diefi (Kumba, Camerún; 5 de julio de 1975) es un exfutbolista camerunés que jugaba en la posición de delantero.

## Selección nacional
Entre los años 2000 y 2005, N'Diefi fue internacional con la selección de fútbol de Camerún. Jugó 34 partidos y anotó cuatro goles, uno de ellos ante Colombia para darle la clasificación a su selección a la final de la Copa FIFA Confederaciones 2003. También formó parte del equipo que disputó la Copa Mundial de Fútbol de 2002, y de los planteles campeones de la Copa Africana de Naciones 2000 y 2002.

### Participaciones en fases finales
| Torneo                         | Sede                  | Resultado        |
| ------------------------------ | --------------------- | ---------------- |
| Copa Africana de Naciones 2000 | Ghana y Nigeria       | Campeón          |
| Copa FIFA Confederaciones 2001 | Corea del Sur y Japón | Primera fase     |
| Copa Africana de Naciones 2002 | Mali                  | Campeón          |
| Copa Mundial de Fútbol de 2002 | Corea del Sur y Japón | Primera fase     |
| Copa FIFA Confederaciones 2003 | Francia               | Subcampeón       |
| Copa Africana de Naciones 2004 | Túnez                 | Cuartos de final |

#### Goles internacionales
| Goles con la selección nacional | Goles con la selección nacional | Goles con la selección nacional                 | Goles con la selección nacional | Goles con la selección nacional | Goles con la selección nacional                      |
| #                               | Fecha                           | Lugar                                           | Rival                           | Resultado                       | Competición                                          |
| ------------------------------- | ------------------------------- | ----------------------------------------------- | ------------------------------- | ------------------------------- | ---------------------------------------------------- |
| 1                               | 11 de enero de 2000             | Estadio del 4 de Agosto, Uagadugú, Burkina Faso | Burkina Faso                    | 2-2                             | Partido amistoso                                     |
| 2                               | 11 de enero de 2000             | Estadio del 4 de Agosto, Uagadugú, Burkina Faso | Burkina Faso                    | 2-2                             | Partido amistoso                                     |
| 3                               | 14 de julio de 2001             | Estadio de la Independencia, Lusaka, Zambia     | Zambia                          | 2-2                             | Clasificación para la Copa Mundial de Fútbol de 2002 |
| 4                               | 26 de junio de 2003             | Estadio Gerland, Lyon, Francia                  | Colombia                        | 1-0                             | Copa FIFA Confederaciones 2003                       |
| Fuentes:                        |                                 |                                                 |                                 |                                 |                                                      |

## Clubes
| Club                 | País            | Año       |
| -------------------- | --------------- | --------- |
| PWD Bamenda          | Camerún         | 1992      |
| RC Lens              | Francia         | 1993-1995 |
| ASOA Valence         | Francia         | 1995-1996 |
| Sedan                | Francia         | 1996-2003 |
| Al-Gharafa           | Catar           | 2004-2005 |
| Germinal Beerschot   | Bélgica         | 2005-2006 |
| Paris FC             | Francia         | 2006-2007 |
| Stella               | Costa de Marfil | 2007-2008 |
| JS Saint-Pierroise   | Francia         | 2008-2010 |
| AS Frenoy-St Quentin | Francia         | 2011-2012 |

## Palmarés

### Campeonatos internacionales
| Título                    | Equipo  | Sede            | Año  |
| ------------------------- | ------- | --------------- | ---- |
| Copa Africana de Naciones | Camerún | Ghana y Nigeria | 2000 |
| Copa Africana de Naciones | Camerún | Mali            | 2002 |